# 1949
- Wikisource

| Calendário gregoriano                                                        | 1949 MCMXLIX                        |
| Ab urbe condita                                                              | 2702                                |
| Calendário arménio                                                           | 1398 – 1399                         |
| Calendário bahá'í                                                            | 105 – 106                           |
| Calendário budista                                                           | 2493                                |
| Calendário chinês                                                            | 4645 – 4646 Início a 29 de janeiro  |
| Calendário copta                                                             | 1665 – 1666                         |
| Calendário etíope                                                            | 1941 – 1942                         |
| Calendários hindus - Vikram Samvat - Calendário nacional indiano - Cáli Iuga | 2004 – 2005 1870 – 1871 5049 – 5050 |
| Calendário Holoceno                                                          | 11949                               |
| Calendário islâmico                                                          | 1368 – 1370                         |
| Calendário judaico                                                           | 5709 – 5710 Início a 24 de setembro |
| Calendário persa                                                             | 1327 – 1328 Início a 21 de março    |
| Calendário rúnico                                                            | 2199                                |
| Calendário solar tailandês                                                   | 2492                                |

1949 (MCMXLIX, na numeração romana) foi um ano comum do século XX que começou num sábado, segundo o calendário gregoriano. A sua letra dominical foi B. A terça-feira de Carnaval ocorreu a 1 de março e o domingo de Páscoa a 17 de abril. Segundo o horóscopo chinês, foi o ano do Boi, começando a 29 de janeiro.

| Evento                                                   | Data            | Hora  |
| -------------------------------------------------------- | --------------- | ----- |
| Aquário                                                  | 20 de janeiro   | 09:09 |
| Peixes                                                   | 18 de fevereiro | 23:28 |
| primavera no hemisfério norte e outono no hemisfério sul |                 |       |
| Carneiro/equinócio                                       | 20 de março     | 22:48 |
| Touro                                                    | 20 de abril     | 10:18 |
| Gémeos                                                   | 21 de maio      | 09:51 |
| verão no hemisfério norte e inverno no hemisfério Sul    |                 |       |
| Caranguejo/solstício                                     | 21 de junho     | 18:03 |
| Leão                                                     | 23 de julho     | 04:57 |
| Virgem                                                   | 23 de agosto    | 11:49 |
| Outono no Hemisfério Norte e Primavera no Hemisfério Sul |                 |       |
| Balança/equinócio                                        | 23 de setembro  | 09:06 |
| Escorpião                                                | 23 de outubro   | 18:03 |
| Sagitário                                                | 22 de novembro  | 15:17 |
| inverno no hemisfério norte e verão no hemisfério sul    |                 |       |
| Capricórnio/solstício                                    | 22 de dezembro  | 04:23 |

| UTC: Portugal Continental, Madeira, Guiné-Bissau e São Tomé e Príncipe Subtrair (-): 1 h nos Açores e Cabo Verde 2 h nas Ilhas oceânicas brasileiras 3 h em Brasília, em Goiás, na Amazônia Oriental Brasileira e no nordeste, sudeste e sul brasileiros 4 h na Amazônia Ocidental Brasileira, Mato Grosso e Mato Grosso do Sul 5 h no Acre e sudoeste do Amazonas Adicionar (+): 1 h em Angola e Guiné Equatorial 2 h em Moçambique 8 h em Macau 9 h em Timor-Leste. |
| Adicionar uma hora durante a vigência do horário de verão: Portugal Continental : De 3 de abril a 2 de outubro de 1949 |

| Ano completo                   |
| ------------------------------ |
| Ano comum com início ao sábado |

## Eventos
- 1 de janeiro — O cessar-fogo das Nações Unidas entra em vigor na Caxemira um minuto antes da meia-noite. A guerra entre a Índia e o Paquistão é interrompida.
- 20 de janeiro — Harry S. Truman toma posse de seu segundo mandato como Presidente dos Estados Unidos
- 10 de março — Fim da Guerra árabe-israelense de 1948
- 4 de abril — Criação da Organização do Tratado do Atlântico Norte (OTAN ou NATO).
- 18 de abril — Início da construção do USS United States (CVA-58).
- 29 de agosto — A União Soviética testa sua primeira bomba nuclear.
- 7 de setembro — A República Federal da Alemanha é oficialmente fundada.
- 12 de setembro — Theodor Heuss é eleito pela Convenção Federal como o primeiro Presidente da República Federal da Alemanha, ficando no cargo até 1959.
- 15 de setembro — Konrad Adenauer torna-se o primeiro chanceler da Alemanha Ocidental; ocupou o cargo até 1963 e foi reeleito em 1953, 1957 e 1961.
- 1 de outubro — Criação da República Popular da China.
- 12 de outubro — Criação da República Democrática Alemã.
- 13 de outubro — Fundação oficial dos Jovens Pioneiros da China, organização infanto-juvenil ligada ao Partido Comunista da China.
- 8 de dezembro — Os nacionalistas chineses terminam sua evacuação para Taiwan.
- 27 de dezembro — Carlos Lacerda funda o Tribuna da Imprensa.

## Nascimentos
- 6 de janeiro - Bob Jackson, músico e tecladista do Badfinger.
- 27 de janeiro — Djavan, cantor, compositor e violinista brasileiro
- 8 de fevereiro — Florinda Meza, atriz e comediante mexicana.
- 26 de fevereiro — Odilon de Oliveira, ex-magistrado e político brasileiro.
- 12 de março - Mike Gibbins, músico e ex-baterista do Badfinger(m. 2005).
- 14 de março — Rafael Ángel Calderón Fournier, presidente da Costa Rica de 1990 a 1994.
- 1 de abril — Ana Maria Braga, apresentadora de televisão brasileira
- 18 de abril — Antônio Fagundes, ator brasileiro.
- 25 de abril
  - Dominique Strauss-Kahn, político, advogado e economista francês; presidente do Fundo Monetário Internacional.
  - Leno, cantor brasileiro, da dupla com Lílian (m. 2022).
- 30 de abril — António Guterres, primeiro-ministro de Portugal, alto comissário das Nações Unidas para os refugiados e secretário-geral das Nações Unidas.
- 11 de maio — Bete Mendes, atriz e política brasileira
- 26 de maio — Ward Cunningham, o inventor do conceito de "WikiWiki".
- 15 de junho — Simon Callow, ator britânico.
- 18 de junho
  - Jarosław Kaczyński, primeiro-ministro da Polônia.
  - Lech Kaczyński, presidente da Polônia (m. 2010).
- 15 de julho — Carl Bildt, primeiro-ministro da Suécia.
- 19 de julho — Kgalema Motlanthe, Presidente da África do Sul de 2008 a 2009.
- 26 de julho — Thaksin Shinawatra, político tailandês.
- 29 de julho — Jamil Mahuad, presidente do Equador de 1998 a 2000.
- 12 de agosto — Fernando Collor de Mello, 32.º presidente do Brasil.
- 15 de agosto — Glória Maria, apresentadora brasileira (m. 2023).
- 31 de agosto — Richard Gere, ator americano
- 1 de setembro — Leslie Feinberg, ativista estadunidense (m. 2014).
- 9 de setembro — Susilo Bambang Yudhoyono, presidente da Indonésia entre 2004 e 2014.
- 4 de outubro — Antônio Aiacyda, prefeito de Mairiporã. entre 2005 e 2012 e entre 2017 e 2020.
- 21 de outubro — Benjamin Netanyahu, primeiro-ministro de Israel.
- 26 de novembro — Mari Alkatiri, político de Timor-Leste.
- 1 de dezembro — Pablo Escobar, chefe do tráfico internacional de drogas, nos anos 1970, 1980 e 1990  (m. 1993).
- 5 de dezembro — Angela Ro Ro, cantora e compositora brasileira
- 21 de dezembro — Thomas Sankara, primeiro-ministro em 1983 e Presidente do Alto Volta (atual Burkina Faso) de 1983 a 1984 e Presidente de Burkina Faso de 1984 a 1987 (m. 1987).
- 22 de dezembro — María Antonieta de las Nieves, comediante mexicana.
- 25 de dezembro — Nawaz Sharif, primeiro-ministro  (1990–1993; 1997–1999) do Paquistão.
- 26 de dezembro — José Ramos-Horta, político e jurista timorense; primeiro-ministro (2006–2007) e presidente (2007–2012).

## Mortes
- 4 de janeiro — Oscar Polk, ator norte-americano (n. 1899).
- 18 de fevereiro — Niceto Alcalá-Zamora, presidente da Segunda República Espanhola de 1931 a 1936 (n. 1877).
- 20 de novembro — Wakatsuki Reijiro, primeiro-ministro do Japão em 1926–1927 e 1931 (n. 1866).

## Prémio Nobel
- Física — Hideki Yukawa
- Química — William Francis Giauque
- Medicina — Walter Rudolf Hess, António Egas Moniz
- Literatura — William Faulkner
- Paz — John Boyd Orr[1]

## Epacta e idade da Lua
| Epacta gregoriana | *       |
| Idade da Lua      | Letra P |

## Por tema
- 1949 na arte
- 1949 no Brasil
- 1949 na ciência
- 1949 no cinema
- Desastres em 1949
- 1949 no desporto
- Divisões administrativas em 1949
- 1949 no jornalismo
- 1949 na literatura
- 1949 na música
- 1949 na política
- 1949 no teatro
- 1949 na televisão